# Princesse de Portugal
Les listes ci-dessous recensent les princesses de Portugal depuis 1388, qu'elles soient princesses du sang ou princesses par alliance. En 1645, le titre est changé en princesse du Brésil. Les lignes en bleu clair indiquent un titre de courtoisie, accordé aux personnes qui n'étaient pas princesses de Portugal en titre, mais seulement susceptibles de parvenir en première ligne de succession.

## Princesses de Portugal

### Princesses du sang
| Portrait                          | Nom                                   | Héritière de | Naissance         | Prétendante au trône depuis le                         | Perte du rang                           | Mort              |
| --------------------------------- | ------------------------------------- | ------------ | ----------------- | ------------------------------------------------------ | --------------------------------------- | ----------------- |
|                                   | Jeanne de Portugal                    | Alphonse V   | 6 février 1452    | 6 février 1452                                         | 6 mars 1455 Naissance de son frère      | 12 mai 1490       |
|                                   | Eléonore de Viseu                     | Manuel I     | 2 mai 1458        | 25 octobre 1495 Son frère accède au trône              | 1498 son neveu prend sa place           | 17 novembre 1525  |
| 19 juillet 1500 Mort de son neveu | Eléonore de Viseu                     | Manuel I     | 2 mai 1458        | 7 juin 1502 Naissance de son neveu                     |                                         | 17 novembre 1525  |
|                                   | Marie-Manuelle de Portugal            | Jean III     | 15 octobre 1527   | 15 octobre 1527                                        | 11 novembre 1531 Naissance de son frère | 12 août 1545      |
|                                   | Isabelle-Claire-Eugénie d'Autriche    | Philippe II  | 12 août 1566      | 13 septembre 1598 Accession au trône de son demi-frère | 22 septembre 1601 Naissance de sa nièce | 1er décembre 1633 |
|                                   | Anne d'Autriche                       | Philippe II  | 22 septembre 1601 | 22 septembre 1601                                      | 8 avril 1605 naissance de son frère     | 20 janvier 1666   |
|                                   | Marie Marguerite d'Autriche           | Philippe IV  | 14 août 1621      | 14 août 1621                                           | 15 août 1621                            | 15 août 1621      |
|                                   | Marguerite Marie Catherine d'Autriche | Philippe IV  | 25 novembre 1623  | 25 novembre 1623                                       | 22 novembre 1623                        | 22 novembre 1623  |
|                                   | Marie-Eugénie d'Autriche              | Philippe IV  | 21 novembre 1625  | 21 novembre 1625                                       | 21 juillet 1627                         | 21 juillet 1627   |
|                                   | Isabelle Marie Thérèse d'Autriche     | Philippe IV  | 31 octobre 1627   | 31 octobre 1627                                        | 1er novembre 1627                       | 1er novembre 1627 |

### Princesses par alliance
| Portrait | Nom                  | Père                               | Naissance        | Mariage                           | Princesse depuis                     | Perte du titre                         | Mort              | Époux                 |
| -------- | -------------------- | ---------------------------------- | ---------------- | --------------------------------- | ------------------------------------ | -------------------------------------- | ----------------- | --------------------- |
|          | Béatrice de Portugal | Jean de Portugal (Aviz)            | 1430             | 1447                              | 1447                                 | 29 janvier 1451 Naissance de son neveu | 30 septembre 1506 | Ferdinand de Portugal |
| 1447     | Béatrice de Portugal | Jean de Portugal (Aviz)            | 1430             | 29 janvier 1451 Mort de son neveu | 6 février 1452 Naissance de sa nièce |                                        | 30 septembre 1506 | Ferdinand de Portugal |
|          | Éléonore de Viseu    | Ferdinand de Portugal (Aviz)       | 2 mai 1458       | 22 janvier 1470                   | 22 janvier 1470                      | 28 août 1481 Devient Reine             | 17 novembre 1525  | Jean II de Portugal   |
|          | Isabelle d'Aragon    | Ferdinand II d'Aragon (Trastamare) | 2 octobre 1470   | 3 novrmbre 1490                   | 3 novrmbre 1490                      | 13 juillet 1491 Mort de son mari       | 28 août 1498      | Alphonse de Portugal  |
|          | Jeanne d'Autriche    | Charles Quint (Habsbourg)          | 24 juin 1535     | 7 décembre 1552                   | 7 décembre 1552                      | 2 janvier 1554 Mort de son mari        | 7 septembre 1573  | Jean de Portugal      |
|          | Élisabeth de France  | Henri IV de France (Bourbon)       | 22 novembre 1602 | 25 novembre 1615                  | 25 novembre 1615                     | 31 mars 1621 Devient Reine             | 6 octobre 1644    | Philippe IV           |